# Юларёд (замок)
Юларёд (швед. Hjularöds slott) — замок в волости Харлёса в коммуне Эслёвс, в лене Сконе, Швеция. По своему типу относится к замкам на воде.

## История

### Ранний период
Первое упоминание о существовании в данной местности укреплённого поселения относятся к 1391 году, когда провинция Сконе принадлежала Дании. Тогда Кристина Константинсдаттер из Кирнингсеттена подарила принадлежащую ей ферму женскому монастырю Босоне. Во время строительства современного замка были обнаружены каменные фундаменты прежних сооружений.
Имение Юларёд оставалось во владении монастыря до секуляризации. После этого всё церковное имущество было конфисковано в пользу короны. Сам монастырь и окрестные земли преобразовали в уезд. 

### XVI—XVII века

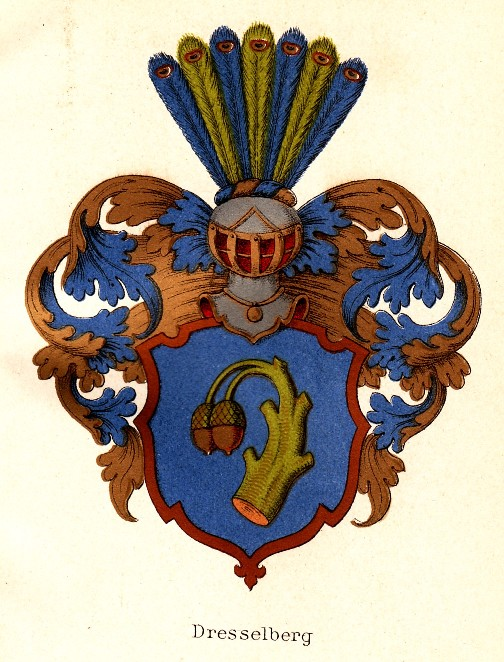
Герб рода Дрессельберг (дворянский род)

В 1579 году король передал имение Юларёд братьям из датского дворянского рода Дрессельберг. Десять лет спустя один из них, Вильгельм Нильсен Дрессельберг, построил на месте современного замка собственную усадьбу. Возможно именно тогда были выкопаны и защитные рвы. Скорее всего постройки были уничтожены в ходе датско-шведских войн.
В браке с дочерью канцлера Эйлера Груббе Карен у Вильгельма Нильсена Дрессельберга не было сыновей. Род Дрессельберг пресёкся по мужской линии в 1620 году. 
Новыми владельцами стали Метте Дрессельберг (дочь Вильгельма Нильсена) и её муж Фредерик Парсберг. Через пару лет они продали владения окружному судье Халланда Кнуду Габриэльсену Акелее. Этот человек владел поместьем около 30 лет и построил новое главное здание. Оно сохранялось до конца XVII века.
В 1658 году имение Юларёд вернулось в королевскую собственность. В том же году поместье передали в аренду адмиралу Хенрику Герритсену, который в то же время был посвящён в рыцари с титулом Сиёхильм. Он стал известен как командир эскадры в составе флота Карла Густава Врангеля во время сражения при Эресунне. Однако позднее Юларёд был вновь передан семье Акелей. Представители этого рода в 1662 году продали ферму полковнику Фредрику фон Бухвальду из немецкого дворянского рода Бухвальд. Он купил близлежащие фермы и стал именоваться с 1675 году бароном Юларёд. Фредерик трудился на посту губернатора Висмара до самой смерти в 1693 году.

### XVIII век

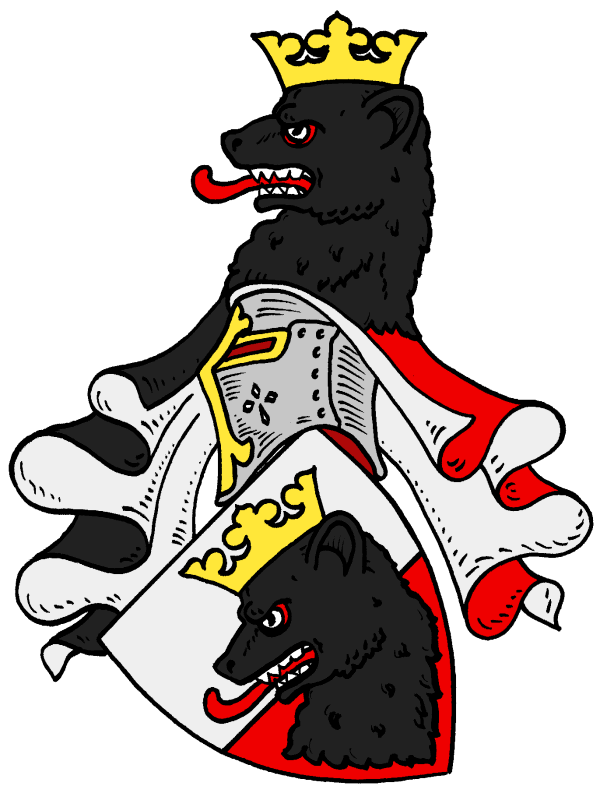
Герб дворянского рода Бухвальд (дворянский род)

Двое сыновей полковника Бухвальда погибли на полях сражений в ходе Северной войны, а самый младший, Георг фон Бухвальд, сложил голову в 1709 году в битве под Полтавой.
Имение Юларёд перешло к Эмерентии, дочери полковника Бухвалдьда, которая вышла замуж за полковника барона Рейнхольда фон Левена. Однако судьба её семьи сложилась не очень счастливо. Эмерентия осталась вдовой и пережила своих неженатых сыновей. В итоге имение перешло к двум её дочерям. Одна из умерла незамужней и единоличной владелицей Юларёда стала Шарлотта фон Левен, вышедшая замуж за полковника Бернта Вильгельма фон Деллвига. Их сын, Кристиан Георг фон Деллвиг, более 40 лет был владельцем Юларёда. Он возвёл новое жилое здание. 

### XIX век

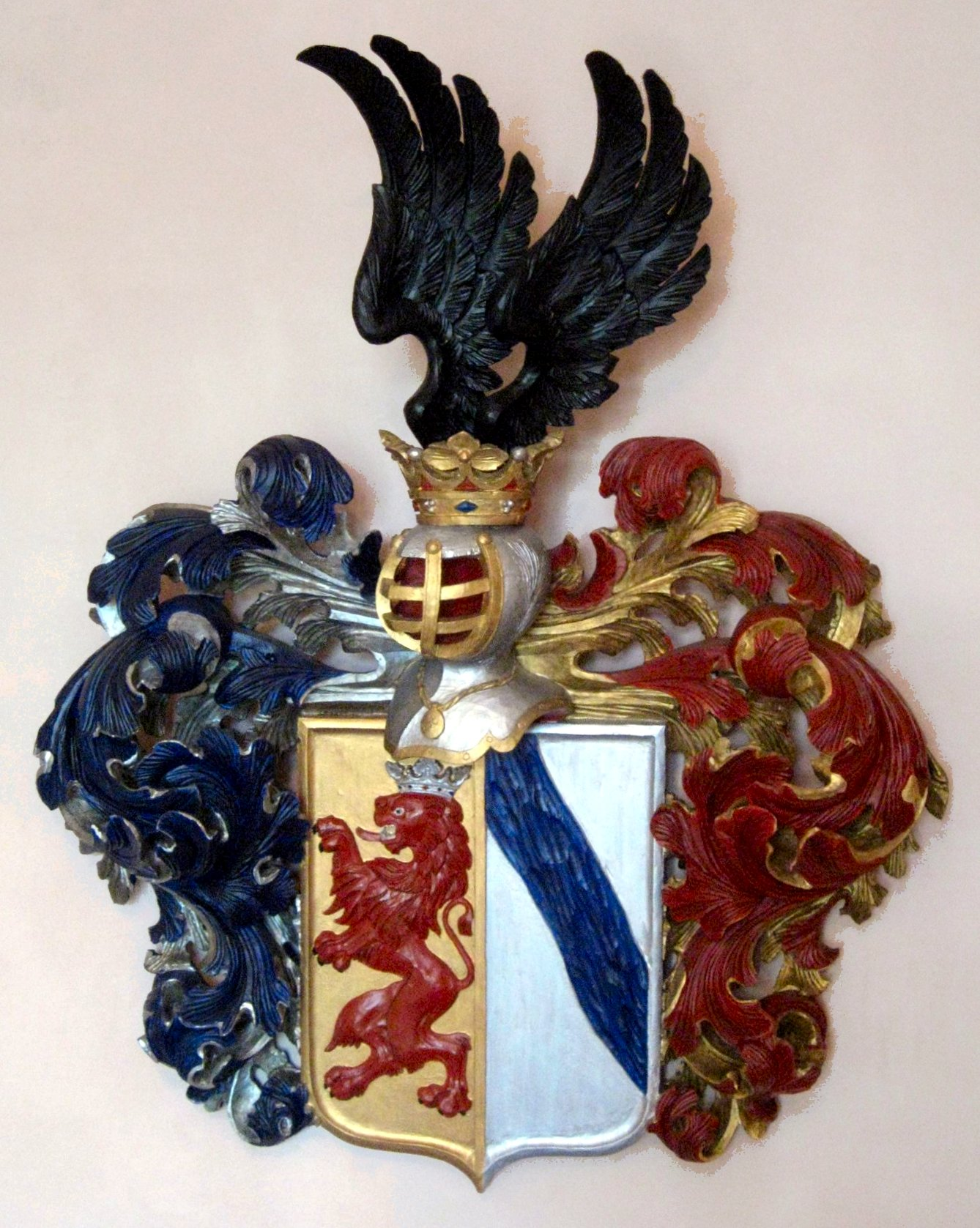
Герб дворянского рода Тулль

В 1805 году Кристиан Георг фон Деллвиг продал имение. Новым владельцем стал камергер барон Карл Густав фон Шверин. Поместье унаследовала его дочь Брита Катарина. Во втором браке она была замужем за Пером Акселем Туллем. Их внук, камергер Ханс Густав Толль и стал строителем нынешнего замка. 
Дошедшее до настоящего времени здание величественного замка относиться к XIX веку. Комплекс был возведён в 1894–1897 годах. Заказчиком строительства выступил камергер королевского двора Ганс Густав Тулль, который выкупил имение у прежних владельцев. Он хотел обзавестись резиденцией, которая напоминала бы французские средневековые замки. За образец, вероятно, был взят французский замок Пьерфон, который к 1890-м годам был отремонтирован и в обновлённом виде производил на европейскую публику большое впечатление. 
Новый замок спроектировали шведские архитекторы Класон, Исак Густав и Ларс Исраэль Вальман.

### XX век
Чемберлен Тулль продал замок и окружающие его земли в 1917 году консорциуму частных инвесторов, которые разделили поместье на насколько частей и продали их по отдельности.

## Современное состояние
В настоящее время замок является частным владением и принадлежит семье Бергенгрен. Ещё с 1926 года он закрыт для посещения. Но к замку можно подойти по тропинке и осмотреть его снаружи.

## Описание
Замок построен по правилам средневековой фортификации. В центре крепости высится круглый донжон. Снаружи комплекс частично обнесён массивными зубчатыми стенами и окружён защитным рвом (который наполнен водой). Внутрь можно попасть по трём мостикам (два из которых пешеходные). Высокие стрельчатые арки, фасады со ступенчатыми щипцами и высокие каминные трубы дополняют картину, будто это полноценный средневековый замок.
Ранее с южной стороны комплекса существовал торхаус, который в ходе реконструкций был снесён.

## Замок в массовой культуре
- В 1924 году в замке проходили съёмки фильма  «Студентерна на Трёстехульт». Это была дебютная картина шведского режиссёра и актёра Эдварда Перссона[швед.]. В фильме замок представлен под названием Тростехульт.
- В замке снималась часть сцен некоторых шведских сериалов. В частности в 1996 году здесь проходили съёмки сериала Mysteriet på Greveholm[швед.]. А в 2012 году было здесь же было снято продолжение — Mysteriet på Greveholm: Grevens återkomst[швед.].

## Галерея

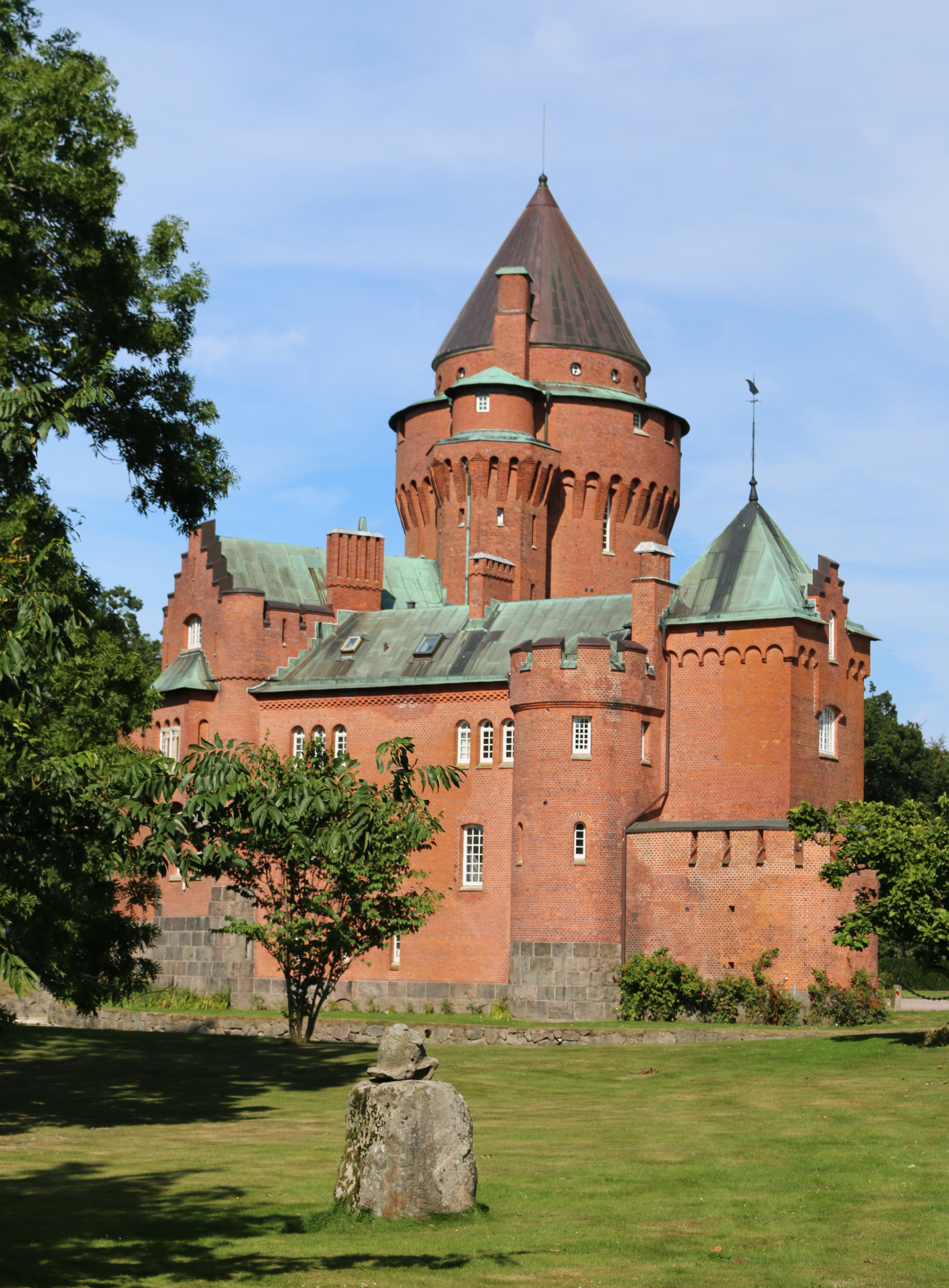
Донжон замка
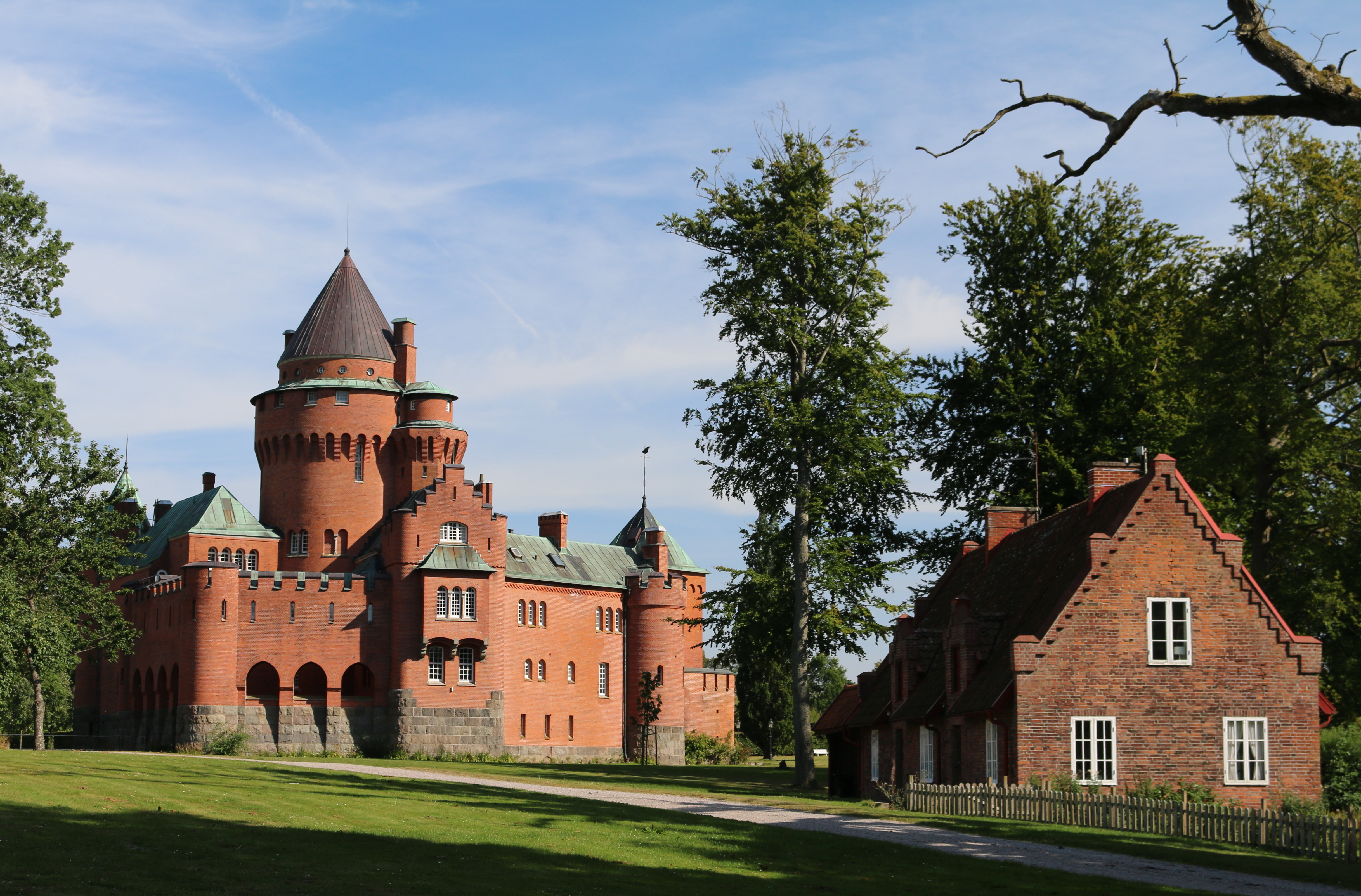
Вид комплекса с западной стороны
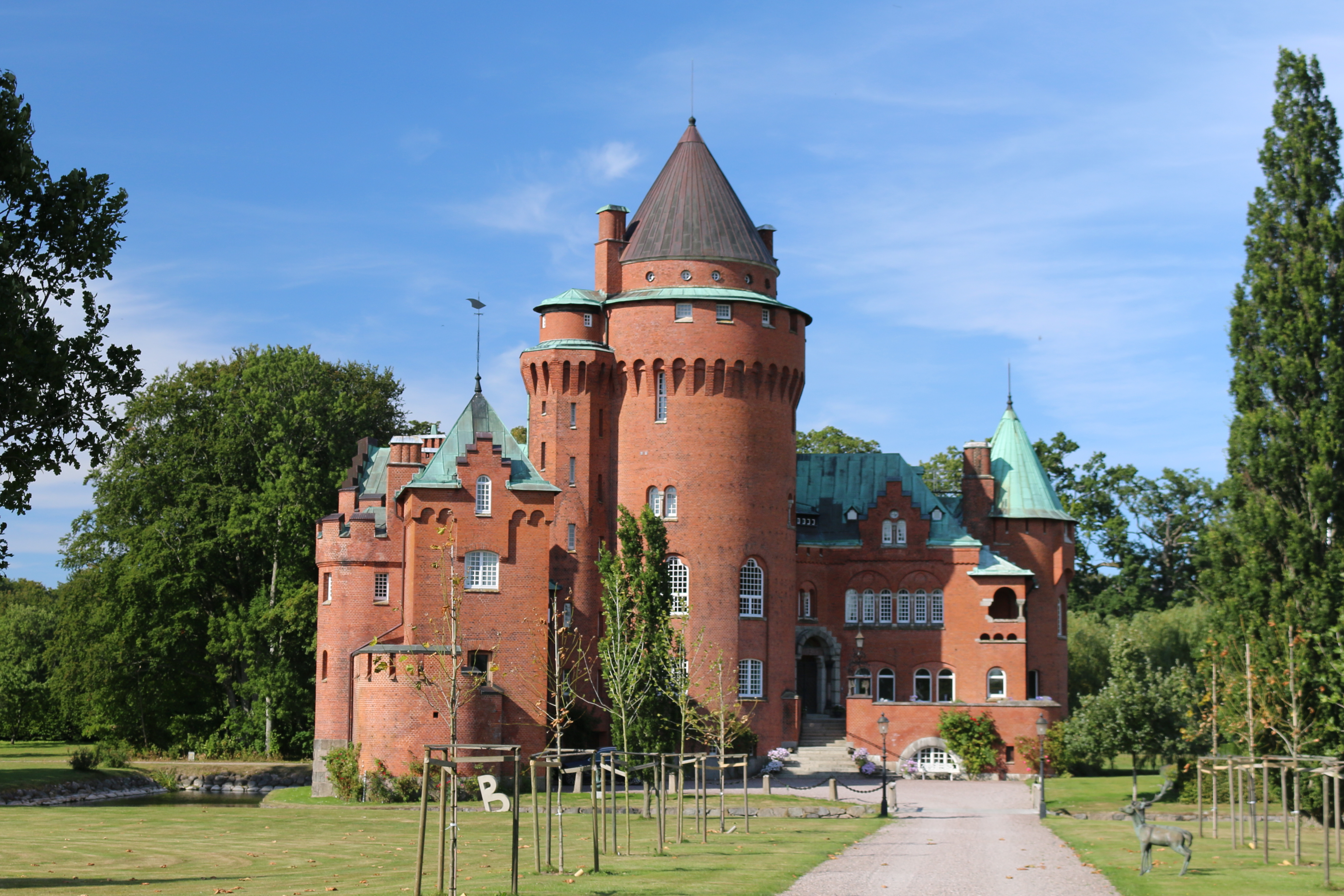
Аллея, ведущая к замку с юга